# Creu de terme (Calders)
La Creu de terme és una obra de Calders (Moianès) protegida com a Bé Cultural d'Interès Local.

## Descripció
Es tracta d'una creu llatina de ferro forjat amb extrems acabats amb motius decoratius treballats de manera que recorden la flor de lis. Elements ornamentals també a la zona de la creuera. La creu està encastada en un fust de planta octogonal, realitzat amb pedra picada. El fust reposa damunt una base de tres esglaons, decreixents en alçada, elaborats en pedra. La creu de ferro conserva la inscripció: 1805

## Història
Abans de l'actual creu de ferro n'hi havia una de fusta sense pilar. Segons la tradicció aquesta creu de fusta va ser arrencada per una mula que hi era lligada. L'any 1805 va ser substituïda per l'actual de ferro.